# Нова демократична партія Канади
Нова́ демократи́чна па́ртія Кана́ди (англ. New Democratic Party of Canada; фр. Nouveau Parti démocratique du Canada) — одна з федеральних, політичних партій Канади, більше відома за скороченням НДП. Партія стоїть на соціал-демократичних засадах. Була заснована у 1961 році на базі Федерації кооперативної співдружності і частини профспілок, що входили до Канадського робітничого конгресу. Основна мета партії — побудова «соціально демократичного суспільства», в якому поєднуються «стійкий прогрес і соціальна, економічна і політична рівність». НДП — соціал-демократична партія, член Соціалістичного інтернаціоналу. Виступає за запровадження програми економічних, політичних і соціальних змін і розвиток суспільства. На міжнародній арені виступає за проведення Канадою більш незалежної і мирної зовнішньої політики і досягнення більшої соціальної справедливості у світі.
За всю історію існування жодного разу не формувала уряд країни. Після федеральних виборів 2 травня 2011 партія вперше у історії отримала статус офіційної опозиції в канадському парламенті. Це сталося завдяки несподіваній перемозі партії у Квебеку.
Традиційно, найміцніші позиції НДП в провінціях Саскачеван, Манітоба, Британська Колумбія і Онтаріо, де вона неодноразово була при владі. З 2003 до своєї смерті 2011 року партію очолював Джек Лейтон, за його головування партія вперше посіла статус офіційної опозиції. Після виборів у лавах партії у березні 2012 року, головою партії був обраний Томас Малкер, обійшовши за підсумками голосування Брайана Топпа та Натана Каллена. З 2017 до 2025 року головою партії був Джаґміт Сінґг.